# Yes! We Have No Bananas

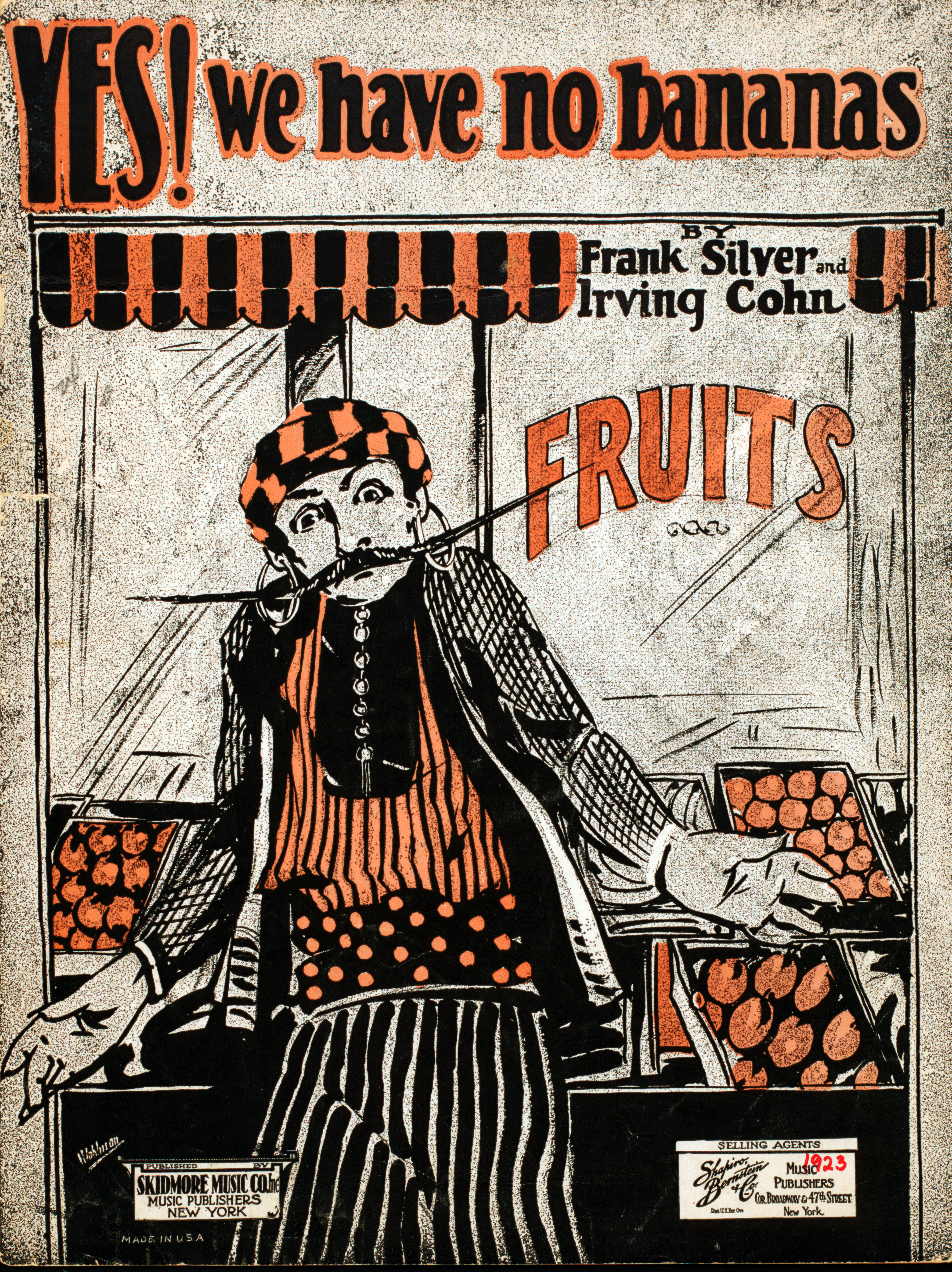
Titelblatt der Notenausgabe 1923

Yes! We Have No Bananas ist ein Evergreen von Frank Silver (1896–1960; Text) und Irving Cohn (1898–1961; Musik); er wurde 1923 beim Musikverlag Shapiro, Bernstein & Co. (Skidmore Music Inc.) New York veröffentlicht.

## Entstehungsgeschichte
Die US-amerikanischen Autoren Frank Silver und Irving Cohn schufen den Song mit dem Titel Yes! We Have No Bananas für die Broadwayrevue Make It Snappy (etwa: „schnell, schnell“), die am 13. April 1922 im Winter Garden Theatre Premiere hatte. Das Lied wurde hierin von Eddie Cantor gesungen. Nach 96 Aufführungen fiel am 1. Juli 1922 zum letzten Mal der Vorhang. Das Lied mit dem markanten Titel blieb jedoch bekannt, denn Thomas A. Dorgan titelte in den Wisconsin News vom 18. Juli 1922 Yes … We Have no Bananas. Ein Jahr später widmete das Magazin Time dem Song eine Glosse.
Hintergrund des Novelty Songs Yes! We have no Bananas war eine aktuelle Bananenknappheit in den USA, nachdem es durch die in Brasilien aufgetretene Braunfäule zu Lieferengpässen gekommen war. Angeblich soll ein griechischstämmiger Gemüsehändler in New York die Autoren auf die Angebotsknappheit mit diesem Satz hingewiesen haben. Der Titel wird zwar mit einem positiven „Ja!“ eingeleitet, setzt sich aber mit einer Verneinung fort. In der „Magie“ dieser Paradoxie bzw. dieser „grammatikalischen Verwirrung“, so meinte schon Time 1923, könnte die große Eingängigkeit des Bananenliedes neben dem „flotten Rhythmus der Melodie“ gelegen haben.

## Coverversionen

Ben Selvin – Yes! We Have no Bananas

Die Musikindustrie griff den Titel auf, nachdem er am 23. März 1923 veröffentlicht und urheberrechtlich registriert wurde. Die Ersteinspielung stammt vom Tenor- und Baritonduo Furman & Nash, aufgenommen noch im März 1923 (Columbia A3873). Es folgte eine Version des Great White Way Orchestra (26. April 1923; Victor 19068), veröffentlicht im Juli 1923, die Rang 3 der US-Hitparade erreichte. 
Die rasche Ausbreitung des Hörfunks brachte das Lied schnell zu den Hörern im ganzen Land; die Notenausgabe wurden Berichten zufolge innerhalb von drei Monaten nach der ersten Veröffentlichung 2 Millionen Mal verkauft.
Der erste Nummer-eins-Hit kam durch Ben Selvin (Gesang: Irving Kaufman; Mai 1923, Vocalion 14590) zustande, der nach Veröffentlichung im September 1923 für 2 Wochen Rang eins belegte. Es folgte Billy Jones (8. Juni 1923; Victor 19068), der nach Veröffentlichung im Oktober 1923 sogar 5 Wochen auf Rang eins blieb (Edison Blue Amberol 4778 und Edison Diamond Disc 51183). Weitere Versionen im selben Jahr erschienen. Auch in Europa wirkte der Song wie ein Virus.
João de Barro brachte 1938 die brasilianische Version als Yes, Noi tennos Bananas heraus. Die Pied Pipers berücksichtigten eine Fassung im Kinofilm Luxury Liner (Premiere: 9. September 1948), Spike Jones (1950) und Louis Prima (1950) folgten. Eine weitere Fassung findet sich zudem auf der CD Hunger (1999) des Willem Breuker Kollektiefs – gesungen vom 2010 verstorbenen Bandleader. Die holländischen Boswachters kamen 1999 mit Het Bananenlied auf den Markt.
Das tanzbare Stück wird zur Unterart des Foxtrotts, dem Shimmy gezählt. Die eingängige Melodie fand u. a. in einer Maggi-Werbung für die 5-Minuten-Terrine Verwendung.

### Deutsche Versionen
Bereits 1923 entstand die erste deutsche Version unter dem Titel Ausgerechnet Bananen!, die vielfach gecovert wurde.

### Parodien
1923 schrieben Robert King und James F. Hanley einen Folgeschlager mit dem Titel I’ve Got the Yes! We Have No Banana Blues, in dem der Unmut über das zu Gehör gebrachte Lied zum Ausdruck kommt. Neben der Originalfassung, die das Duo Harry Blake & Robert Judson darbot, wurden auch von diesem Titel 1923 sechs Coverversionen veröffentlicht, von Eddie Cantor und von Billy Jones ebenso wie von Eva Taylor/Clarence Williams oder den Jazz-O-Harmonists, zu denen Miff Mole und Phil Napoleon gehörten.

## Melodische Zitate
Der Schriftsteller und Musikwissenschaftler Sigmund Spaeth (1885–1965) spielte in seinem zeitgenössischen Radio-Programm New Tunes for Old, die eine Mischung aus Musik und Comedy war, als Erkennungsmelodie den Song Hallelujah, Bananas!.  Darin demonstrierte Spaeth, wie man den Refrain von Yes! We Have No Bananas, wenn man mit Rhythmus und Tonarten ein wenig spielte, fast vollständig aus Teilen von Händels Messiah, der schottischen Volksweise My Bonnie, Michael William Balfes Opernarie I Dreamt I Dwelt in Marble Halls (1843), John Fletchers Seeing Nellie Home (1859) und Cole Porters Hit An Old-Fashioned Garden (1919) zusammensetzen konnte. In seinem kurz darauf erscheinenden Buch The Common Sense of Music (1924) räumte Spaeth jedoch ein, dass die melodische Phrase, die sowohl für Oh bring back my bonnie to be als auch für we have no bananas today verwendet wird, ein sehr konventioneller melodischer Schluss ist, der in vielen Liedern vorkommt.

### Plagiatsvorwürfe
Silver und Cohn, die beiden Urheber von Yes! We Have No Bananas, und ihr Musikverlag wurden vom amerikanischen Verleger der Werke Georg Friedrich Händels verklagt, weil sie das viertönige Hallelujah-Motiv aus Händels Messiah-Oratoriums übernommen hatten. Der Kläger gewann den Plagiatsprozess.